# Pogrom di Leopoli

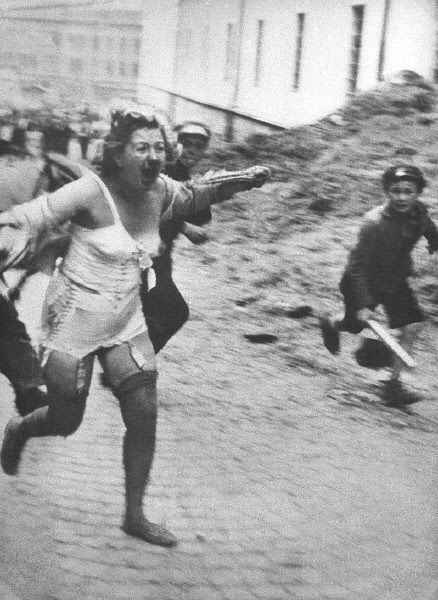
Una donna ebrea inseguita durante il pogrom.

I pogrom di Leopoli furono una serie di eventi legati ai massacri perpetrati dai nazionalisti ucraini e dagli squadroni Einsatzgruppen coadiuvati dalla popolazione civile nel periodo dal 30 giugno al 2 luglio e dal 25 al 29 luglio del 1941.
Migliaia di ebrei furono vittime sia dei pogrom che degli omicidi commessi dagli Einsatzgruppen: i nazionalisti ucraini attaccarono gli ebrei nel primo pogrom con il pretesto della loro presunta responsabilità per il massacro dei prigionieri dell'NKVD avvenuto a Leopoli; i successivi massacri furono guidati dai tedeschi nel contesto dell'Olocausto in Europa orientale. Nel 1944, quando i sovietici ripresero Leopoli, solo 200-300 ebrei erano ancora vivi.
I pogrom furono messi da parte nella memoria storica ucraina, a cominciare dai tentativi dell'Organizzazione dei Nazionalisti Ucraini (OUN) di occultare o minimizzare le violenze antiebraiche. Il cacciatore di nazisti Simon Wiesenthal fu uno degli ebrei più famosi sopravvissuti all'eccidio di Leopoli, deportato in un campo di concentramento invece di condividere la durissima sorte che toccò alla città.

## Contesto storico
Prima della seconda guerra mondiale l'attuale Leopoli era una città multiculturale con una popolazione di 312 231 abitanti. Le 157 490 persone registrate come appartenenti all'etnia polacca costituivano poco più del 50%, gli ebrei il 32% (99 595) e gli ucraini il 16% (49 747). Il 28 settembre 1939, dopo l'invasione congiunta sovietico-tedesca, l'Unione Sovietica e la Germania nazista firmarono il Trattato di frontiera tedesco-sovietico, che assegnò circa 200 000 km2 di territorio polacco abitato da 13,5 milioni di persone di diverse nazionalità all'URSS. Anche Leopoli fu annessa all'Unione Sovietica.
Secondo i registri dell'NKVD, la polizia segreta sovietica, nella RSSU furono assassinate quasi 9 000 persone nei massacri di prigionieri dell'NKVD dopo l'invasione tedesca dell'Unione Sovietica il 22 giugno 1941. Secondo le stime degli storici contemporanei, il numero delle vittime in Ucraina occidentale fu probabilmente compreso tra 10 000 e 40 000 persone: per etnia, gli ucraini rappresentarono circa il 70% delle vittime, i polacchi il 20%.
Prima dell'operazione Barbarossa, l'Organizzazione dei Nazionalisti Ucraini ebbe un periodo di collaborazione con i tedeschi. La fazione di Leopoli dell'OUN fu sotto il controllo di Stepan Bandera. Uno dei suoi luogotenenti, Yaroslav Stetsko, fu un accanito antisemita. Nel 1939 Stetsko pubblicò un articolo in cui definì gli ebrei "nomadi e parassiti", un popolo di "truffatori" e di "egoisti", il cui scopo fu di "corrompere la cultura eroica delle nazioni guerriere". Stetsko si scagliò anche contro la presunta cospirazione tra capitalisti ebrei e comunisti ebrei.

## I pogrom e le uccisioni di massa

### Primo pogrom

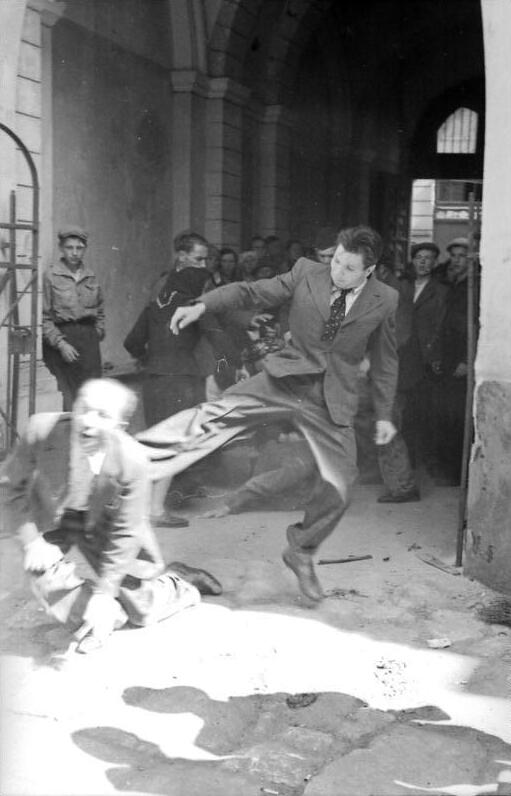
Un ucraino maltratta un ebreo, probabilmente durante il pogrom del luglio 1941. La foto è stata scattata per la propaganda della Wehrmacht.

Al momento dell'invasione dell'Unione Sovietica, in città vivevano circa 160 000 ebrei; il numero aumentò con l'arrivo dei profughi dalla Polonia occupata alla fine del 1939. I preparativi dell'OUN di maggio 1941 prevedevano di impartire alle unità della milizia le istruzioni in merito della pulizia etnica: esse specificavano che "russi, polacchi, ebrei" erano ostili alla nazione ucraina e dovevano essere "distrutti in battaglia".
Il materiale distribuito dall'OUN nei primi giorni dell'invasione tedesca diceva alla popolazione: "Non mettere via le armi. Prendile. Distruggi il nemico... Mosca, gli ungheresi, gli ebrei: questi sono i tuoi nemici. Distruggili".
Leopoli fu occupata dalla Wehrmacht il 30 giugno 1941; le forze tedesche erano costituite dalla 1. Gebirgs-Division (Wehrmacht) e dal battaglione Nachtigall subordinato all'Abwehr, con personale di etnia ucraina. Quel giorno gli ebrei furono reclutati dai tedeschi per rimuovere i corpi delle vittime dell'NKVD dalle carceri e per svolgere altri compiti, come ripulire i danni causati dalle bombe e pulire gli edifici. Secondo i sopravvissuti, alcuni venivano maltrattati e persino assassinati dai tedeschi. Nel pomeriggio dello stesso giorno i militari tedeschi riferirono che la popolazione di Leopoli stava sfogando la sua rabbia per gli omicidi in prigione "sugli ebrei... che avevano sempre collaborato con i bolscevichi".
Nella mattinata del 30 giugno in città fu creata una milizia popolare ucraina ad hoc che comprendeva gli attivisti dell'OUN arrivati da Cracovia con i tedeschi, i membri dell'OUN che vivevano a Leopoli e gli ex poliziotti sovietici che avevano deciso di cambiare schieramento o che erano membri dell'OUN infiltrati nella polizia sovietica. L'OUN incoraggiò le violenze contro gli ebrei, iniziate nel pomeriggio del 30 giugno, con la partecipazione attiva delle milizie ucraine, identificabili dai bracciali con i colori nazionali giallo e blu. Gli ex poliziotti sovietici indossavano le loro uniformi sovietiche blu, ma con un tridente ucraino invece di una stella rossa sui cappelli.
Durante la sera del 30 giugno i nazionalisti ucraini proclamarono lo stato ucraino indipendente sotto l'egida di Stetsko: il proclama, o "Atto di restaurazione dello Stato ucraino", stabilì l'affinità e la futura collaborazione dell'OUN con la Germania nazista che, secondo l'OUN, "stava aiutando il popolo ucraino a liberarsi dall'occupazione moscovita". Allo stesso tempo si diffuse la notizia del ritrovamento di migliaia di cadaveri in tre prigioni cittadine all'indomani dei massacri dell'NKVD.
Il giorno successivo iniziò il vero e proprio pogrom. Gli ebrei furono prelevati dai loro appartamenti, costretti a pulire le strade in ginocchio o a eseguire rituali che li identificavano con il comunismo. I residenti gentili si riunirono nelle strade per guardare. Le donne ebree furono oggetto di umiliazione: denudate, picchiate e maltrattate. In una di queste occasioni una compagnia di propaganda militare tedesca filmò la scena. Furono segnalati anche stupri. Gli ebrei continuarono ad essere portati nelle carceri, prima per riesumare i corpi e poi per essere uccisi. Almeno due membri dell'OUN-B, Ivan Kovalyshyn e Mykhaylo Pecharsʹkyy, furono identificati dallo storico John Paul Himka grazie alle fotografie del pogrom.
Sebbene l'OUN non considerasse gli ebrei nemici principali, a differenza dei polacchi e russi, probabilmente prese di mira gli ebrei di Leopoli nel tentativo di ingraziarsi i tedeschi e nella speranza di poter istituire uno stato ucraino fantoccio. Giocò il suo ruolo anche l'antisemitismo dei leader dell'OUN, in particolare di Stetsko.

### Omicidi commessi da Einsatzgruppen
Le unità dell'Einsatzgruppe C arrivarono il 2 luglio, quando la violenza aumentò considerevolmente: altri ebrei furono portati nelle prigioni dove furono fucilati e sepolti nelle fosse appena scavate. A questo punto la milizia ucraina fu subordinata alle SS. Oltre a partecipare al pogrom, l'Einsatzgruppe C commise una serie di omicidi di massa che continuarono nei giorni successivi. A differenza delle cosiddette "azioni carcerarie", queste fucilazioni non avvenivano davanti ad una folla. Con l'aiuto della milizia ucraina gli ebrei venivano ammassati nello stadio e poi trasportati in camion sul luogo dell'esecuzione.
La milizia ucraina era sostenuta dalle strutture organizzative dell'OUN, dai nazionalisti etnici nonché dalla folla e dai più giovani. Il personale militare tedesco si trovava spesso sulla scena sia come spettatore che come carnefice, approvando la violenza e le umiliazioni inflitte agli ebrei. Nel pomeriggio del 2 luglio i tedeschi fermarono i disordini, confermando così di aver avuto loro il pieno controllo della situazione fin dall'inizio.

### Le "Giornate di Petljura"
Un secondo pogrom ebbe luogo negli ultimi giorni di luglio 1941. È noto come "giornate di Petljùra" o Aktion Petliura, dal nome del leader ucraino assassinato nel 1926 Symon Petljura. Gli omicidi erano incoraggiati dai tedeschi; da fuori città arrivarono i militanti ucraini muniti di attrezzi agricoli per unirsi alla mischia. La mattina del 25 luglio iniziarono a radunarsi presso le stazioni di polizia con l'obiettivo di aggredire gli ebrei con mazze, asce e coltelli, accompagnati dalla polizia ausiliaria ucraina. Nel pomeriggio iniziarono gli arresti e i saccheggi. Consultando gli elenchi, i poliziotti arrestavano gli ebrei nelle case, mentre i civili partecipavano agli atti di violenza: secondo Yad Vashem, nell'arco di tre giorni furono assassinati circa 2 000 ebrei.

## Numero di vittime
Le stime del numero totale delle vittime variano. Un resoconto dello Judenrat di Leopoli parla di 2 000 ebrei scomparsi o uccisi nei primi giorni di luglio, un rapporto tedesco del 16 luglio di 7 000 ebrei "catturati e fucilati": il primo potrebbe essere una sottostima, mentre i numeri tedeschi sono probabilmente esagerati per impressionare il comando superiore.
Secondo l'Encyclopedia of Camps and Ghettos, 1933-1945, il primo pogrom provocò da 2 000 a 5 000 vittime ebree. Altri 2 500-3 000 ebrei furono fucilati dagli Einsatzgruppen in seguito. Durante il massacro delle "giornate di Petljura" di fine luglio furono uccisi più di 1 000 ebrei. Secondo lo storico Peter Longerich, il primo pogrom costò almeno 4 000 vite e fu seguito da ulteriori 2 500-3 000 arresti ed esecuzioni compiute dalle Einsatzgruppen, con le "giornate di Petljura" che provocarono più di 2 000 vittime.
Lo storico Dieter Pohl stima che 4 000 ebrei di Leopoli siano stati uccisi nei pogrom tra il 1º e il 25 luglio. Secondo lo storico Richard Breitman, 5 000 ebrei morirono a causa dei pogrom e circa 3 000 persone, per lo più ebrei, furono giustiziati dai tedeschi nello stadio municipale.

## Conseguenze
La propaganda tedesca spacciò per ucraine tutte le vittime degli omicidi dell'NKVD a Leopoli, sebbene circa un terzo dei nomi sulle liste dei prigionieri sovietici fosse chiaramente polacco o ebreo. Nel corso dei due anni successivi sia la stampa ucraina che quella filo-nazista (inclusi Ukrains'ki shchodenni visti e Krakivs'ki visti) continuarono a descrivere gli orribili atti di tortura dei chekist (polizia segreta sovietica), reali o immaginari. I cinegiornali di propaganda tedeschi implicarono gli ebrei sovietici nell'uccisione degli ucraini e furono trasmessi in tutta l'Europa occupata.
Nel dichiarare lo stato ucraino, la dirigenza dell'OUN sperò che le autorità naziste accettassero un'Ucraina fascista come stato fantoccio. Queste speranze furono alimentate dalla cerchia di Alfred Rosenberg, che più tardi fu nominato capo del Ministero del Reich per i Territori orientali occupati, e dall'Abwehr. Hitler, però, rimase fermamente contrario ad uno stato fantoccio ucraino, puntando sullo spietato sfruttamento economico delle colonie appena acquisite. Bandera fu arrestato il 5 luglio e posto agli arresti domiciliari a Berlino. Il 15 settembre fu nuovamente arrestato e trascorse i tre anni successivi come prigioniero politico privilegiato in Germania per essere rilasciato nell'ottobre 1944 e riprendere la collaborazione con i tedeschi.
Il battaglione Nachtigall non fu direttamente coinvolto nel pogrom di Leopoli come formazione organizzata. I sopravvissuti videro gli ucraini in uniforme della Wehrmacht partecipare ai pogrom, ma non è chiaro quale ruolo abbia svolto il battaglione, anche se i registri mostrano che prese poi parte alle fucilazioni di massa contro gli ebrei vicino a Vinnytsia nel luglio 1941.
Il ghetto fu istituito nel novembre 1941 per ordine dell'SS-Brigadeführer Fritz Katzmann, capo delle SS e della polizia (SSPF) di Lemberg. Al suo apice, il ghetto ospitò circa 120.000 ebrei, la maggior parte dei quali furono deportati nel campo di sterminio di Belzec o uccisi nei due anni successivi. Dopo i pogrom del 1941 e gli omicidi compiuti dagli Einsatzgruppen, le dure condizioni nel ghetto e le deportazioni a Belzec e nel campo di concentramento di Janowska annientarono quasi del tutto la popolazione ebraica. Quando le forze sovietiche raggiunsero Leopoli il 21 luglio 1944, meno dell'1% degli ebrei di Leopoli era sopravvissuto all'occupazione.
Per decenni dopo la guerra i pogrom nell'Ucraina occidentale ricevettero scarsa attenzione dagli studiosi. Venivano discussi per lo più nel contesto di una serie di fotografie scattate durante il pogrom e definite dagli storici "famigerate", "orribili", e "quasi iconiche". Alcuni filmati e foto del primo pogrom furono interpretati erroneamente come se mostrassero le vittime dell'NKVD. In realtà erano gli ebrei uccisi fotografati dopo la riesumazione: si potevano identificare dalle camicie bianche e bretelle, vietate nelle carceri, mentre le vittime dell'NKVD venivano disposte ordinatamente con abiti grigio scuro.

## Manipolazione della memoria storica
Le smentite dell'OUN sul ruolo avuto nell'Olocausto in Ucraina iniziarono nel 1943 dopo che divenne ovvio che la Germania avrebbe perso la guerra. Nell'ottobre 1943 l'OUN preparò del materiale che suggerirebbe che tedeschi e polacchi fossero responsabili della violenza antiebraica. Inoltre, l'OUN fece molta disinformazione secondo cui il consiglio ebraico di Leopoli incolpò gli ucraini per i pogrom solo perché pressato dai tedeschi. Anche il tono dei volantini e dei proclami dell'OUN cambiò, evitando riferimenti antisemiti presenti in precedenza.
Il camuffamento dei fatti continuò dopo la guerra, con la propaganda dell'OUN che descriveva "un'eroica resistenza ucraina contro i nazisti e i comunisti", accompagnata da numerose memorie dei veterani dell'OUN, dell'Esercito insurrezionale ucraino (UPA, dominato dai membri dell'OUN) e della Divisione SS Galizia. L'OUN custodì attentamente i suoi archivi, limitando l'accesso alle informazioni e riscrivendo, datando e censurando i documenti prima di consegnarli agli studiosi. Strinse anche legami con la diaspora ucraina d'oltre l'Atlantico, inclusi accademici di origine ucraina, come il veterano e storico dell'OUN Taras Hunczak e il veterano e storico dell'UPA Lev Shankovsky, che, a loro volta, hanno prodotto resoconti in sintonia con l'OUN. Dopo l'apertura degli archivi sovietici negli anni '90 è diventato possibile confrontare la versione della storia dell'OUN con i documenti autentici.
La moderna Leopoli è per il 90% ucraina. Nell'Ucraina sovietica, come altrove nell'Unione Sovietica, gli ebrei, i principali bersagli del genocidio nazista, furono conteggiati tra le indifferenziate vittime civili sovietiche della guerra. Nell'Ucraina post-sovietica, le nuove pratiche commemorative si concentravano principalmente sul passato ucraino di Leopoli, mentre le popolazioni ebraiche e polacche perdute erano in gran parte ignorate. Alcune di queste pratiche sono state problematiche. Ad esempio, il sito della prigione in via Łącki, uno dei tanti luoghi dell'"azione carceraria" nel luglio 1941, è ora un museo. La sua mostra permanente (dal 2014) non menzionava il pogrom, né esisteva un monumento alle vittime ebree del pogrom.
Nel 2008 il Servizio di sicurezza dell'Ucraina (SBU) ha pubblicato i documenti secondo cui l'OUN potrebbe essere stato coinvolto in misura minore di quanto inizialmente pensato. Gli studiosi John-Paul Himka, Per Anders Rudling e Marco Carynnyk, ritengono questa raccolta di documenti, intitolata "For the Beginning: Book of Facts" (Do pochatku knyha faktiv), un tentativo di manipolazione e falsificazione della storia della seconda guerra mondiale. Ad esempio, uno dei documenti è una presunta cronaca contemporanea delle attività dell'OUN nel 1941, ma dal documento stesso risulta che si tratta di una produzione del dopoguerra. Secondo Himka, tutto ciò che dimostra è che l'OUN voleva dissociarsi dalla violenza antiebraica per agevolare il raggiungimento del suo obiettivo di stabilire una relazione con l'Occidente. La SBU si è basata anche sulle "memorie" di Stella Krenzbach, presumibilmente un'ebrea ucraina che combatteva nelle file dell'UPA. Le memorie e la figura della stessa Krenzbach erano probabilmente fabbricazioni del dopoguerra ad opera della diaspora nazionalista ucraina.